# Villa Aldini
Villa Aldini è una villa storica, che dalle colline prospicienti al centro della città domina la vista di Bologna.

## Storia e descrizione
La villa venne fatta costruire dall'avvocato Antonio Aldini, ministro e plenipotenziario di Napoleone, a partire dal 1811, su progetto di Giuseppe Nadi. Si narra che Napoleone, nel 1805 salì sulla collina, ed esclamò:
Tale esclamazione avrebbe convinto Antonio Aldini ad erigere la villa, la cui costruzione però si interruppe nel 1816.
Sul retro dell'edificio sono presenti i resti della chiesa romanica della Madonna del Monte, detta La Rotonda, costruita nel XII secolo. La chiesa, di forma circolare, veniva usata come sala di rappresentanza o da pranzo all'interno della villa.
Il timpano esterno include delle decorazioni ad opera di Giacomo De Maria, raffiguranti l'Olimpo. All'interno sono presenti sale neoclassiche affrescate da Felice Giani.
Acquistata ad un'asta nel 1832 da un privato, che ne intraprese la demolizione a scopi speculativi, e salvata alla fine di quel decennio dall'acquisizione da parte di un comitato cittadino, intorno al 1842 l'architetto bolognese Antonio Serra ne curò la singolare trasformazione in edificio di culto.
Nel 2022, il comune di Bologna ha annunciato la riqualificazione e rifunzionalizzazione del complesso.

## Villa Aldini nella cinematografia
Pier Paolo Pasolini, bolognese di nascita, girò alcune scene di Salò o le 120 giornate di Sodoma nel cortile principale di Villa Aldini.